# Пизьмаярви
Пизьмаярви — пресноводное озеро на территории Боровского сельского поселения Калевальского района Республики Карелии.

## Общие сведения
Площадь озера — 7,8 км², площадь водосборного бассейна — 1160 км². Располагается на высоте 96,1 метров над уровнем моря.
Форма озера лопастная, продолговатая: оно вытянуто с северо-запада на юго-восток. Берега изрезанные, каменисто-песчаные, преимущественно возвышенные, местами заболоченные.
Через озеро протекает река Пизьму. Пизьма впадает в озеро Юлиярви, через которое протекает река Кемь.
Также в Пизьмаярви впадают две небольшие реки: с северо-западной стороны — Кама (с притоком реки Мус) и с южной — Кивиоя.
В озере более десяти безымянных островов различной площади, однако их количество может варьироваться в зависимости от уровня воды.
Код объекта в государственном водном реестре — 02020000911102000005049.